# Ascelia Pharma
Ascelia Pharma AB är svenskt börsnoterat läkemedelsföretag i Malmö.
Ascelia Pharma AB grundades 1999. Det är ett bioteknikbolag fokuserat på särläkemedel inom onkologi. Bolaget har två produktkandidater, vilka är i klinisk utveckling. Utvecklingsarbetets inriktningsområden är levermetastaser och magcancer.